# Caso Penta
El caso Penta, a veces también denominado «Pentagate», es un escándalo y caso penal chileno, referido a un coordinado y efectivo fraude al Fisco de Chile por parte de Empresas Penta, mediante la utilización de facturas y boletas de honorarios «ideológicamente falsas» —emitidas materialmente de acuerdo a la ley, pero cuya justificación es falsa— que, entre otros aspectos, habrían permitido el financiamiento irregular de campañas electorales de varios políticos, la mayoría pertenecientes a la Unión Demócrata Independiente (UDI). Actualmente el caso está en plena investigación por delitos tributarios y por soborno, lavado de dinero y cohecho.

## Antecedentes

### Caso Fraude al FUT
El caso sobre fraude al FUT (Fondo de Utilidades Tributables) investiga desde mediados de 2013 el presunto acuerdo entre el ingeniero comercial Iván Álvarez, fiscalizador del Servicio de Impuestos Internos (SII), con ayuda del contador Sergio Díaz, y más de un centenar de contribuyentes con el fin de aumentar de manera fraudulenta la devolución de impuestos que dicho organismo realiza anualmente. En marzo de 2014 se identificaron 122 contribuyentes beneficiados del ilícito, y se estimó el fraude al Fisco en más de CLP 20 mil millones.

### Desvinculación de Hugo Bravo

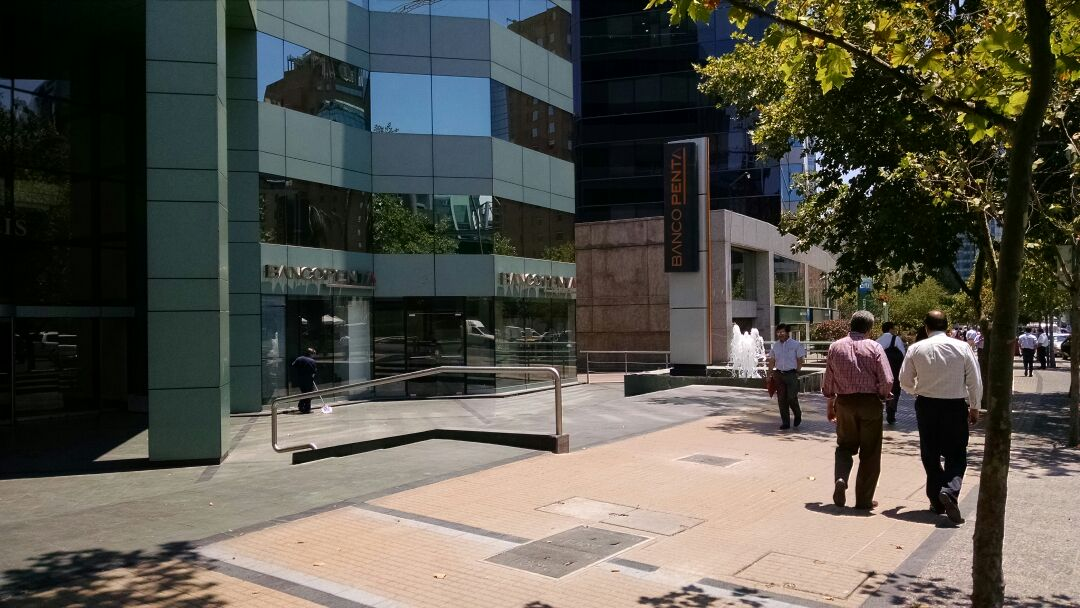
Oficinas del Banco Penta en la Avenida Apoquindo, una de las empresas del Grupo Penta, en enero de 2015.

En julio de 2014, Seguros Generales Penta Security anunció la renuncia de su entonces director Hugo Bravo López, siendo reemplazado por Alfredo Moreno. Bravo fue durante décadas uno de los principales colaboradores de los controladores del grupo Penta, Carlos Eugenio Lavín y Carlos Délano, y su salida del grupo se debió a que en abril de ese año Bravo había admitido haberle pagado al martillero público Jorge Valdivia Rodríguez, involucrado en el llamado «caso fraude al FUT», con dinero de sociedades ligadas a Penta.
En julio de 2014 la Fiscalía comenzó a investigar a la sociedad Espartaco, propiedad de Bravo, por fraude al Fisco. Bravo y el contador Marcos Castro fueron llamados a declarar ante el Ministerio Público, quienes admitieron que Penta estaba involucrado con el «caso FUT».
En octubre de 2014 Bravo inició un juicio laboral en contra de Délano y Lavín, reclamando una indemnización de CLP 2.300 millones, la cual fue desestimada en febrero de 2015.

## Denuncias del SII

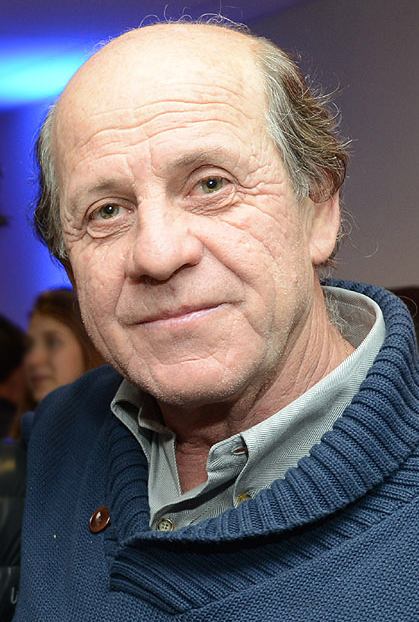
Carlos Alberto Délano, uno de los controladores de Penta.

En agosto de 2014, el Servicio de Impuestos Internos (SII) denunció a siete personas ligadas a las Empresas Penta —entre ellos sus principales socios Carlos Alberto Délano y Carlos Eugenio Lavín— por fraude tributario ante el Ministerio Público. Según la denuncia inicial, el grupo habría defraudado al Fisco por una cifra que está entre los 260 a 660 millones de pesos.
En octubre de 2014, el SII presentó una denuncia por delito tributario en contra de los representantes legales de las sociedades Empresas Penta S.A., Inversiones Penta III Ltda., Inmobiliaria Duero Ltda., Inversiones Challico Ltda., Inversiones Santa Sarella Ltda. e Inversiones Perkita Ltda., por el uso indebido de boletas de honorarios y emisión de facturas ideológicamente falsas para disminuir la base imponible de sus respectivos impuestos sobre la renta.
Una segunda denuncia recayó sobre Empresas Penta S.A. por disminuir la base imponible de sus impuestos de primera categoría, mediante facturas falsas que daban cuenta de servicios de asesoría nunca realizados. También fueron denunciados los facilitadores de dichas boletas y facturas que fueron ingresadas en la contabilidad de dichas empresas. El SII denunció que el efecto de estas operaciones fue que Empresas Penta

rebajó de forma indebida la renta líquida imponible de su Impuesto de Primera Categoría durante los años tributarios 2009 y 2010,  a través del registro en su contabilidad de gastos correspondientes a servicios de asesoría que no fueron prestados por Penta Corredores de Bolsa S.A. por montos que alcanzaban los $1.450 millones en 2009 y $608 millones para 2010

En enero de 2015, el SII denunció formalmente a Délano y Lavín y a otras doce personas —entre ellos cinco hijos y la hermana de Délano— por la emisión de facturas ideológicamente falsas. También se comenzaron a investigar los pagos que habría recibido Pablo Wagner por parte del grupo, mientras se desempeñaba como subsecretario de Minería del primer gobierno de Sebastián Piñera.

## Investigación de la Fiscalía

### Investigación preliminar
La investigación del Ministerio Público se inició el 30 de junio de 2014 por orden del fiscal jefe de Delitos de Alta Complejidad Carlos Gajardo, de la Fiscalía Metropolitana Oriente, basado en los antecedentes recabados en el caso «fraude al FUT».
El caso tomó ribetes políticos en octubre de 2014, cuando el exgerente del Grupo Penta, Hugo Bravo, declaró que el grupo había hecho donaciones irregulares a políticos del partido Unión Demócrata Independiente (UDI) para financiar sus campañas electorales. Entre los beneficiados por Penta estarían los UDI Jovino Novoa, Ena von Baer, Pablo Zalaquett, Iván Moreira y Ernesto Silva Méndez, y los independientes Laurence Golborne —que fue precandidato presidencial de la UDI— y Andrés Velasco —que fue precandidato presidencial de la Nueva Mayoría—. La Brigada Investigadora de Delitos Económicos (Bridec) de la Policía de Investigaciones (PDI) realizó ese mes diligencias en el domicilio de Velasco. Posteriormente aparecería involucrado el demócratacristiano Alberto Undurraga, ya que la fundación Ciudad Justa —que el político había presidido— recibió pagos de Penta por un estudio encargado por el holding.

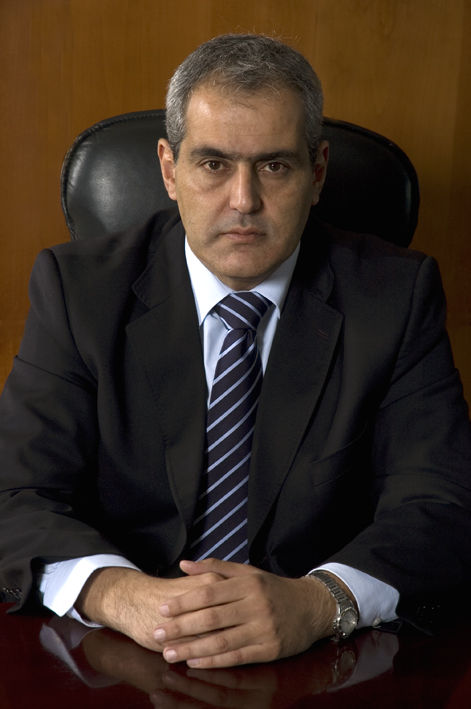
Sabas Chahuán, fiscal nacional que tomó la investigación del caso.

El 30 de diciembre se levantó el secreto sobre la carpeta de la investigación del caso, y días más tarde La Tercera publicó una serie de correos electrónicos entre políticos —Ena von Baer, Iván Moreira, Felipe Kast— y controladores y gerentes del grupo Penta. Tres días más tarde, Moreira dio una declaración pública donde aceptaba haber cometido irregularidades y pidió disculpas, mientras que Von Baer, quien inicialmente había negado haber solicitado apoyo a los dueños de Penta, afirmó el 12 de enero que había cometido «un error involuntario».
El 21 de enero de 2015, se abrió una nueva arista del caso, cuando el fiscal Gajardo solicitó a la PDI información acerca de diecinueve personas con el fin de indagar la emisión de boletas de honorarios aparentemente irregulares a la Sociedad Química y Minera de Chile (SQM). En dicha nómina figuraban familiares y asesores vinculados a la Nueva Mayoría.
El 18 de febrero la fiscal nacional (s) Solange Huerta decidió separar la arista relativa a SQM —denominada posteriormente «caso SQM»— del caso Penta, designándole la primera al fiscal regional metropolitano Centro-Norte, Andrés Montes, quien fue altamente cuestionado por ser hijo del senador socialista Carlos Montes; el resto del caso fue asignado al fiscal regional metropolitano Oriente, Alberto Ayala, quién reemplazó a Carlos Gajardo. Sin embargo, el 24 de febrero el fiscal nacional Sabas Chahuán asumió personalmente la investigación del caso, junto al equipo de la Fiscalía Oriente de Delitos de Alta Complejidad, los fiscales Carlos Gajardo, Pablo Norambuena y Emiliano Arias. Este es el primer caso en la historia judicial chilena desde la implementación de la reforma procesal penal en que una investigación es dirigida de forma exclusiva por el jefe superior de la Fiscalía, en uso de la prerrogativa que le atribuye el artículo 18 de la Ley Orgánica del Ministerio Público.

### Investigación formalizada y medidas cautelares

#### 2015

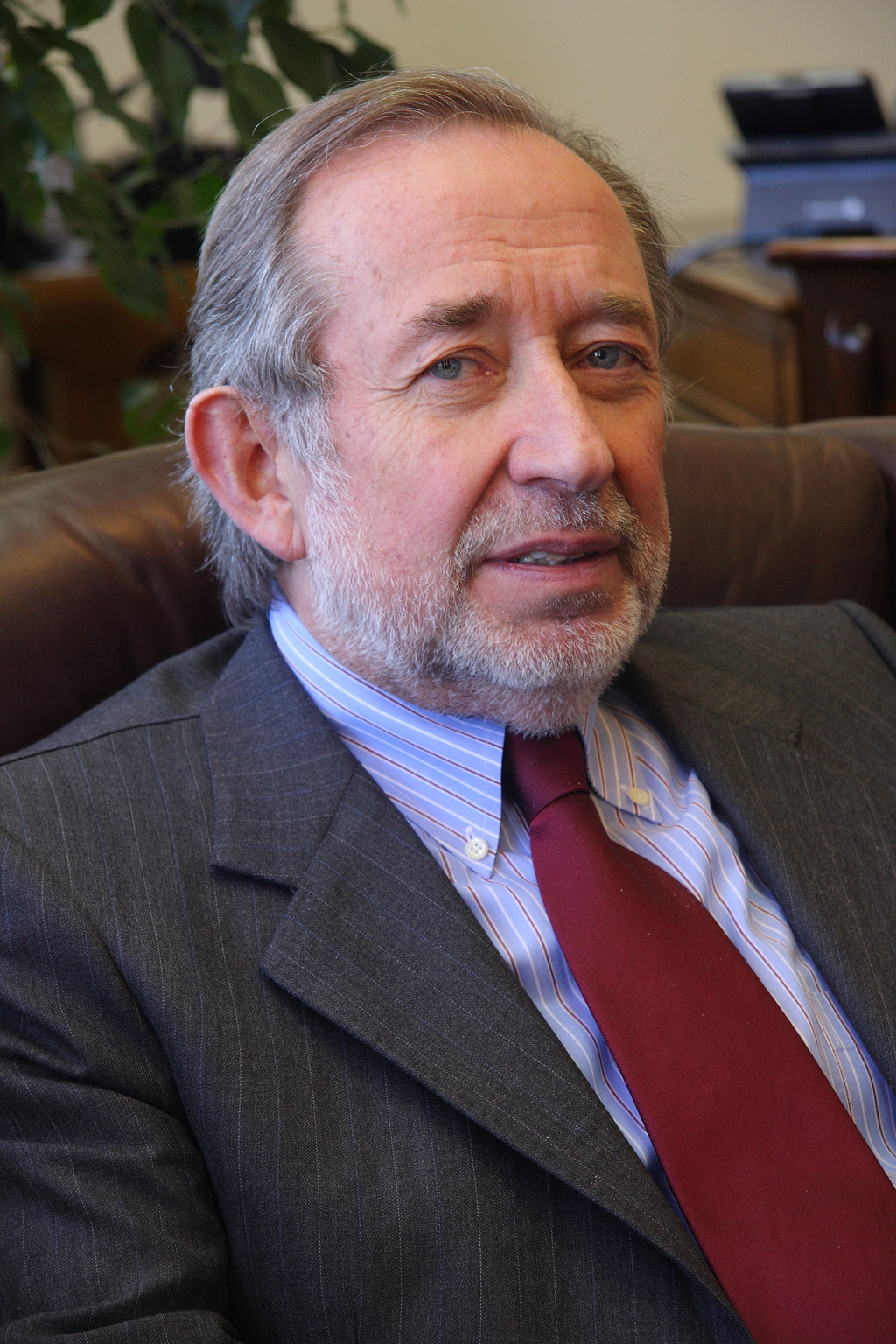
Jovino Novoa fue condenado por delitos tributarios a una pena de tres años de pena remitida

Entre el 4 y el 7 de marzo de 2015 se realizó la audiencia donde la Fiscalía formalizó la investigación en contra de diez imputados en el caso. En dicha oportunidad, se estableció un plazo de investigación de 120 días, y se dictaron medidas cautelares contra los imputados, entre ellas, la prisión preventiva para Carlos Alberto Délano, Carlos Eugenio Lavín, Pablo Wagner, Hugo Bravo, Marcos Castro e Iván Álvarez, quienes comenzaron a cumplir la medida el 7 de marzo en el Anexo Capitán Yáber. Las defensas de los imputados apelaron a dicha medida, pero ésta sólo fue revocada a Bravo y Castro, quedando ambos bajo arresto domiciliario.
A fines de marzo de 2015, fueron citados a declarar ante la Fiscalía los políticos Jovino Novoa, Iván Moreira y Felipe de Mussy. El 30 de ese mes, el 8º Juzgado de Garantía de Santiago declaró admisible la ampliación de la querella interpuesta por el Consejo de Defensa del Estado, por soborno y lavado de activos, en contra de las empresas Penta S.A., Inversiones Penta 3 Ltda., Inversiones BanPenta Ltda. y Andes Iron SpA.
El Octavo Juzgado de Garantía de Santiago revocó las medidas cautelares de Carlos Alberto Délano y Carlos Eugenio Lavín, el 23 de abril, y de Pablo Wagner, el 28 del mismo mes, quedando todos con las medidas de arresto domiciliario total y arraigo nacional. El 17 de junio, seis de los imputados —Délano, Lavín, Wagner, Bravo, Tocornal y Castro— fueron nuevamente formalizados por el delito de perjuicio fiscal por más de $ 2000 millones mediante contratos forward.
El 22 de junio de 2015 se realizó una nueva audiencia de formalización, esta vez contra tres políticos implicados en el caso; el senador Iván Moreira, el diputado Felipe de Mussy y el exalcalde de Santiago Pablo Zalaquett, todos militantes de la UDI. El último quedó con las medidas cautelares de arraigo nacional, arresto domiciliario nocturno y firma mensual. En la audiencia también fueron formalizados Alberto Cardemil (RN), cuya defensa presentó una cautela de garantías a su favor, y Jovino Novoa (UDI), quien sufrió una hemorragia digestiva en pleno desarrollo de la actuación judicial, por lo cual ambas formalizaciones fueron aplazadas para el 6 de julio.
El 1 de octubre de 2015 fueron formalizadas trece personas, varias de ellas ligadas a Iván Moreira y a otros de los políticos involucrados. En la misma audiencia, el SII se querelló en contra de ocho de esos formalizados.
La investigación del caso pasó a ser dirigida por el fiscal Regional Metropolitano Oriente Manuel Guerra, tras el cese en el cargo de fiscal nacional de Sabas Chahuan, el 30 de noviembre de 2015, quien fue sucedido por Jorge Abbott. Antes de ser elegido fiscal nacional, Abbott había anunciado que se inhabilitaría en el caso Penta por ser primo hermano de Alfredo Moreno, actual director del grupo Penta. El 27 de noviembre se dictó la primera sentencia en el caso, donde condenó a Jovino Novoa, quien se acogió a un procedimiento abreviado.
Durante la investigación fueron pagados cerca de $10 mil millones por Empresas Penta, sociedades familiares y Délano y Lavín como personas naturales. Este monto incluye impuestos adeudados, intereses y reajustes.

#### 2016-actualidad
El 6 de abril de 2016 fueron nuevamente formalizados los controladores de Penta, Carlos Alberto Délano y Carlos Eugenio Lavín, y se formalizó al periodista Ignacio Ternicier, todos acusados de autores de evasión de impuestos. El 16 de mayo del mismo año, el Octavo Juzgado de Garantía decidió rechazar la solicitud de sobreseimiento definitivo pedida por Carlos Bombal. El 29 de junio de 2016 fue formalizado por delitos tributarios al exministro de Minería, Energía y Obras Públicas, Laurence Golborne, acusado de facilitar boletas ideológicamente falsas por un monto de 378 770 000 pesos.
La Fiscalía solicitó —en diciembre de 2016— al Octavo Juzgado de Garantía de Santiago la ampliación en el plazo de investigación del caso en tres meses, petición que fue acogida, extendiéndose hasta marzo de 2017. En enero de 2017, la Fiscalía solicitó la formalización de la investigación en contra de Verónica Méndez Ureta (cónyuge de Carlos Délano) y María de la Luz Chadwick Hurtado (cónyuge de Carlos Lavín) por delitos tributarios cometidos entre 2008 y 2014, la cual se materializó el 7 de febrero, ocasión en que la defensa de ambas solicitó el sobreseimiento, el cual fue rechazado por el tribunal. El 26 de febrero de 2017, el imputado Hugo Bravo falleció a solo horas de la realización de la audiencia de juicio abreviado en su contra.
La Fiscalía solicitó el desafuero del senador Iván Moreira, el cual fue acogido por la Corte de Apelaciones de Santiago, en fallo dividido, el 7 de julio de 2017. La decisión fue ratificada por la Corte Suprema el 3 de noviembre de ese año. En enero de 2018, el fiscal jefe de la Región Metropolitana, Manuel Guerra, llegó a un acuerdo con la defensa de Moreira, estableciendo una salida alternativa, a cambio del pago de una multa de 35 millones de pesos. Esta decisión fue resistida por los fiscales del caso, Carlos Gajardo y Pablo Norambuena, quienes tres días más tarde renunciaron al Ministerio Público por la decisión tomada.
El 3 de septiembre de 2019, Laurence Golborne accedió a una salida alternativa: suspensión condicional del procedimiento previo pago de 11,4 millones de pesos y, de no cometer algún delito pasado un año del acuerdo, será sobreseído.

## Personas involucradas
| - Fiscalía de Chile: - Sabas Chahuán, fiscal nacional (febrero de 2014-noviembre de 2015) - Manuel Guerra, fiscal regional Metropolitano Oriente (desde diciembre de 2015) - Carlos Gajardo, fiscal jefe de Alta Complejidad (hasta enero de 2018) - Pablo Norambuena, fiscal adjunto (hasta enero de 2018) | - Consejo de Defensa del Estado - Servicio de Impuestos Internos - Partido Socialista de Chile - Fundación Ciudadano Inteligente |

### Imputados
- Formalización de marzo de 2015:[30]
  - Carlos Délano, dueño de Penta.[nota 4]
  - Carlos Lavín, dueño de Penta.[nota 4]
  - Pablo Wagner, exsubsecretario de Minería.
  - Hugo Bravo, exgerente de Penta.
  - Carlos Bombal, asesor de Penta.
  - Manuel Tocornal, gerente de Penta.
  - Marcos Castro, exgerente de Penta.
  - Samuel Irrarázabal, Inversiones Penta III.
  - Iván Álvarez, exfuncionario del SII.
  - Juan Martínez, exfuncionario del SII.
- Formalización de 21 de junio de 2015:[39]
  - Iván Moreira, senador en ejercicio.
  - Felipe de Mussy, diputado en ejercicio.
  - Pablo Zalaquett, exalcalde de Santiago.
- Formalización de 6 de julio de 2015:[59]
  - Jovino Novoa, exsenador.
  - Alberto Cardemil, exdiputado.
- Formalización de 1 de octubre de 2015:[41]
  - Carolina de la Cerda, cuñada de Pablo Wagner.
  - Carmen «Coca» de Castro, administradora electoral de Pablo Zalaquett.
  - Santiago Valdés, exgerente de Bancard.
  - Isabel Marinovic, pareja de Iván Moreira.
  - Rodrigo Molina, chofer de Iván Moreira.
  - Andrea Schultz, secretaria de Iván Moreira.
  - Verónica Nieto, exasesor de Iván Moreira.
  - Eduardo Montalva, exasesor de Iván Moreira.
  - Marcos Comparini, exvicepresidente de Banco Penta.
  - Óscar Buzeta, gerente de Desarrollo de Penta.
  - Hernán Concha, asesor de Penta.
  - Antonio Espinoza, ejecutivo de Penta.
  - Edgardo Pinto, ejecutivo de Penta.
- Formalización de 6 de abril de 2016:[47]
  - Ignacio Ternicier, periodista.
- Formalización de 29 de junio de 2016:[49]
  - Laurence Golborne, exministro de Estado.
- Formalización de 7 de febrero de 2017.[52]
  - Verónica Méndez, cónyuge de Carlos Délano.
  - María Chadwick, cónyuge de Carlos Lavín.

### Condenados
Los formalizados que recibieron condena en el caso fueron:
| Nombre                | Delito                  | Pena | Fecha sentencia         |
| --------------------- | ----------------------- | --- | ----------------------- |
| Jovino Novoa          | Delitos tributarios     | 3 años de pena remitida con firma mensual y 5 UTA de multa.                                                                                   | 27 de noviembre de 2015 |
| Carlos Eugenio Lavín  | Delitos tributarios     | 4 años de libertad vigilada intensiva, $857.084.267 de multa y formar parte de un programa formativo sobre ética en la dirección de empresas. | 9 de julio de 2018      |
| Carlos Alberto Délano | Delitos tributarios     | 4 años de libertad vigilada intensiva, $857.084.267 de multa y formar parte de un programa formativo sobre ética en la dirección de empresas. | 9 de julio de 2018      |
| Pablo Wagner          | Delitos tributarios     | 3 años de pena remitida, $42 millones de multa, inhabilidad para ejercer cargos públicos y suspensión de cargo público por 4 años.            | 11 de julio de 2018     |
| Pablo Wagner          | Enriquecimiento ilícito | 1 año de presidio menor en su grado mínimo, 40 UTA de multa, suspensión de cargo público por 1 año.                                           | 11 de julio de 2018     |

## Consecuencias

### Renuncias a diversos cargos
El caso provocó la renuncia de Carlos Délano y Carlos Lavín a diversos directorios. El primero dejó el directorio de la Fundación Teletón en septiembre de 2014. Délano y Lavín renunciaron a los directorios de cuatro empresas del grupo Penta —Penta Vida, Penta Security, Banmédica y Banco Penta— y al consejo directivo de la Universidad del Desarrollo en diciembre del mismo año.
El 9 de enero de 2015, Pablo Wagner renunció a su militancia en la Unión Demócrata Independiente (UDI). El 11 de marzo del mismo año, Ernesto Silva Méndez e Iván Moreira renunciaron a la directiva de la UDI a raíz del caso.

### Conformación de comisionesad hoc

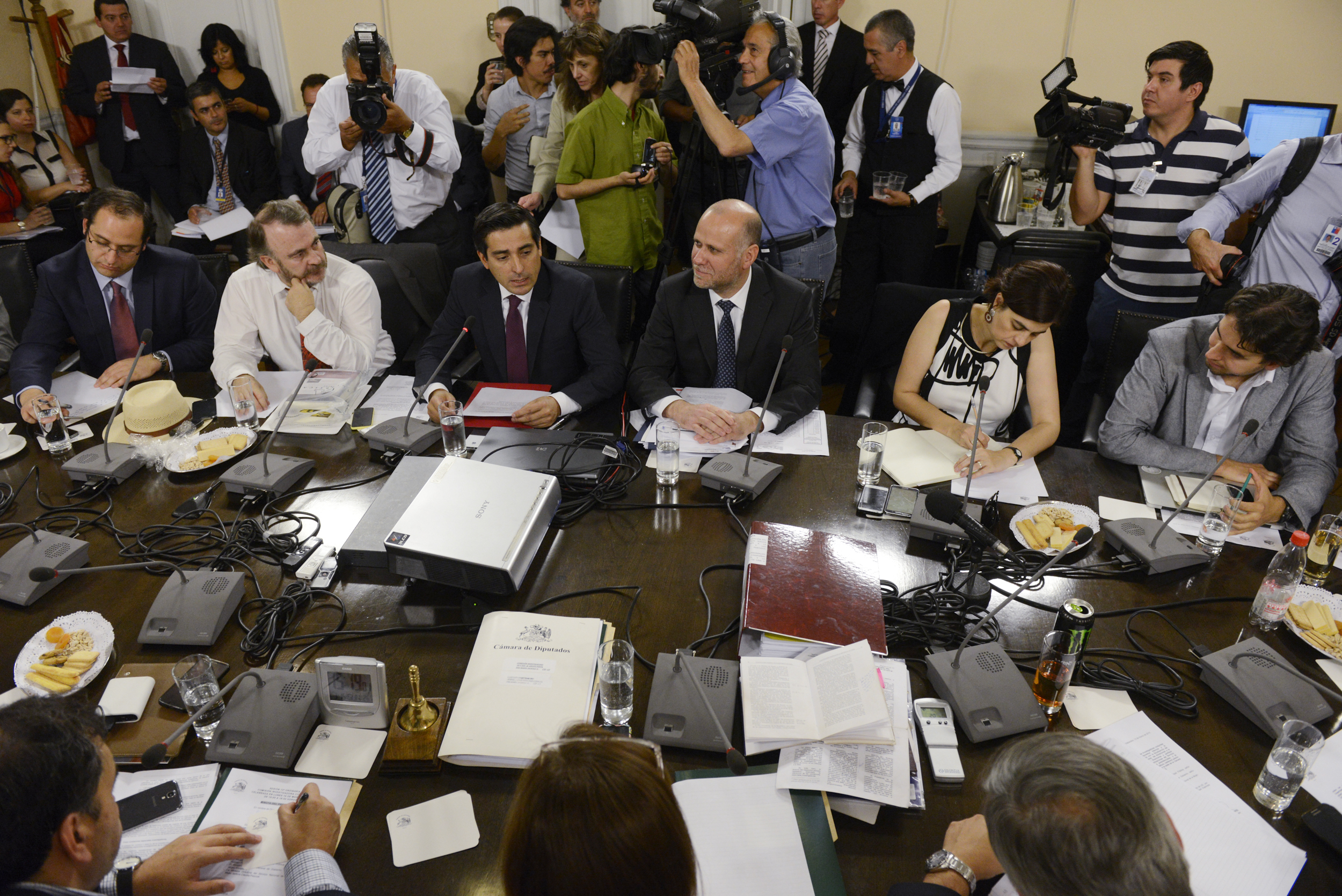
Sesión de la Comisión Penta de la Cámara de Diputados.

En octubre de 2014, la Cámara de Diputados de Chile aprobó la constitución de una comisión investigadora del caso Penta, la cual comenzó a sesionar en diciembre del mismo año con el objeto de investigar «las actuaciones del SII y la SVS en la fiscalización del grupo Penta, las donaciones a la UDD y las contribuciones financieras a partidos políticos; y que tiene por objeto analizar las actuaciones del SERVEL frente a las campañas electorales». La comisión sesionó por última vez el 2 de abril de 2015, redactando un informe final pero sin presentar nuevos antecedentes sobre el caso Penta.

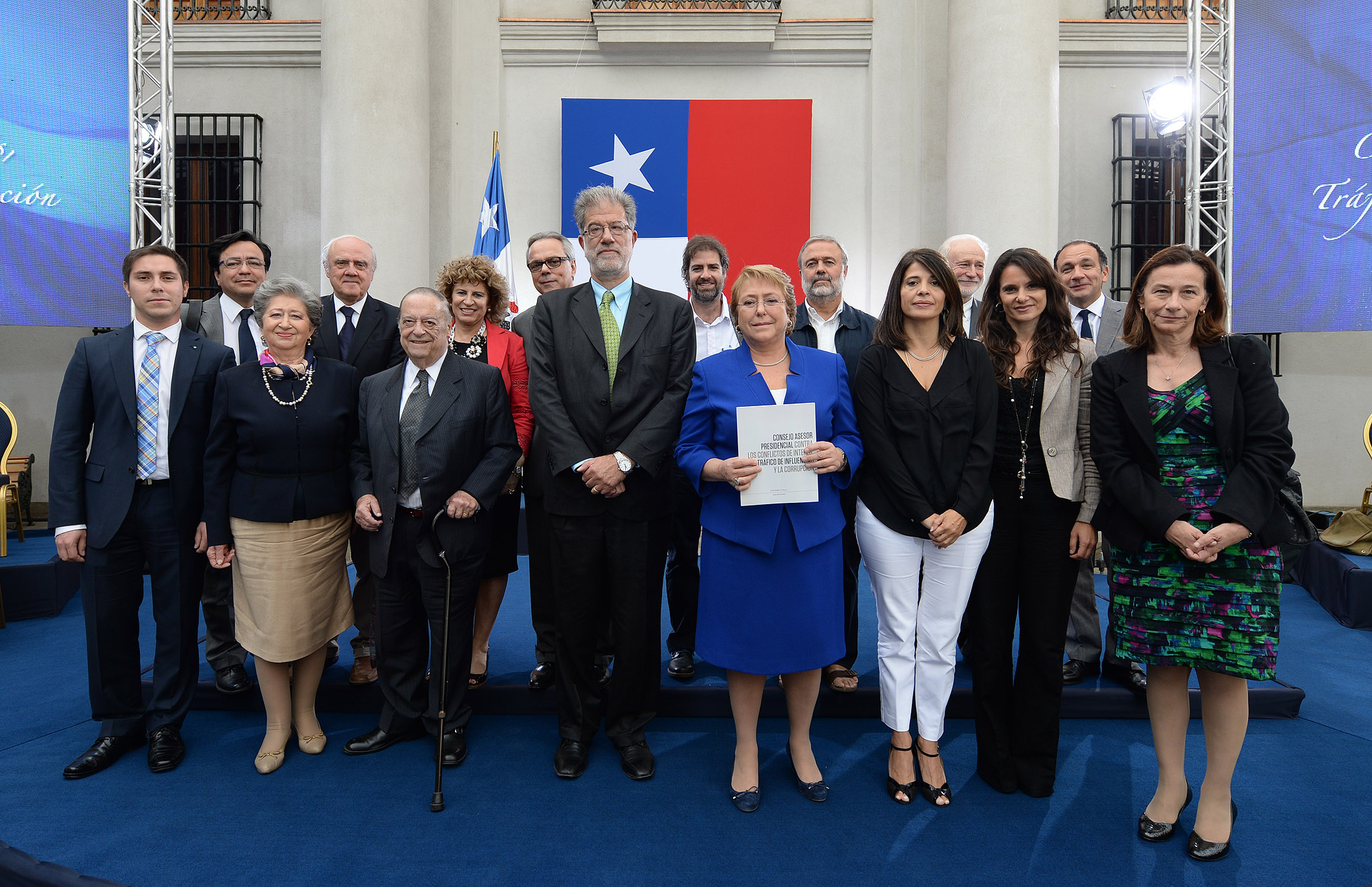
La presidenta Michelle Bachelet convocó en 2015 a un consejo asesor para desarrollar y proponer políticas contra la corrupción.

Con motivo de los casos Penta, Caval y Soquimich, el 23 de febrero de 2015, la presidenta Michelle Bachelet anunció la creación del Consejo Asesor Presidencial contra los conflictos de interés, el tráfico de influencias y la corrupción, que tenía por objeto diseñar y proponer un marco institucional que regule los negocios y las actividades políticas. Dicha comisión asesora fue presentada el 10 de marzo, y estaba integrada por Eduardo Engel, Benito Baranda, Álvaro Castañón, Rosanna Costa, Vittorio Corbo, Alfredo Etcheberry, Olga Feliú, Claudio Fuentes, José Andrés Murillo, Andrea Repetto, Manuel Riesco Larraín, Marcela Ríos, Lucas Sierra, Agustín Squella, Paulina Veloso y Daniel Zovatto.
El Consejo Asesor presentó a la presidenta su informe final de 217 páginas el 24 de abril de 2015, con 234 propuestas que buscan reforzar la probidad y la transparencia en el sector público y privado. El 29 de abril Bachelet comunicó en cadena nacional parte de las medidas del informe que se materializarían en proyectos de ley.

### Venta del Banco Penta
El 10 de julio, a raíz de los problemas generados por el caso que trajo una mala imagen y una gran pérdida de clientes ya que el directorio de la empresa aceptó vender la totalidad de sus negocios al Banco de Chile y al Banco Security por un total aproximado de USD 942 millones, operación sujeta a la aprobación de organismos reguladores. La primera sociedad adquirirá la división de crédito, mientras que la segunda la de banca privada (incluyendo Penta Corredores de Bolsa y Penta Administradora General de Fondos). El traspaso de la cartera se completará a más tardar el 15 de septiembre de 2015.